# Elan Graphics
Elan Graphics je architektura grafických karet používaných v počítačích společnosti Silicon Graphics. Byla vyvinuta v roce 1991 a jednalo se o high-endové grafické řešení pro počítače vyrobené v období poloviny 90. let 20. století. Toto grafické řešení poskytovalo při vykreslování 2D a 3D scén výkon srovnatelný (s určitými výjimkami, například při mapování textur) s high-endovými grafickými kartami pro PC, které byly vyrobeny o 10 let později.
Elan v sobě obsahuje pět podsystémů: řídící jednotku, geometrické jednotky, rastrovou jednotku, framebuffer a zobrazovací jednotku. Ve vyšší verzi dokáže Elan zobrazovat scénu s rozlišením až 1280 x 1024 pixelů v 24bitové barevné hloubce. Dále dokáže zpracovávat analogový televizní signál podle standardů NTSC a PAL.
Architektura Elan byla nahrazena novou architekturou Extreme Graphics od SGI použitou ve strojích Indigo2 a dále pak architekturou IMPACT v roce 1995.